# Anna Beletzki
Anna Beletzki (* 17. November 1989 in Charkiw, USSR) ist eine deutsche Schauspielerin und ein Model.

## Leben
Beletzki wurde am 17. November 1989 in Charkiw in der heutigen Ukraine geboren. Als sie ein Jahr alt war, nutzten ihre Eltern den Zerfall des Ostblocks und zogen nach Deutschland. Die Familie ließ sich in Hannover nieder. Sie wuchs mit Deutsch und Russisch als Muttersprachen bilingual auf und spricht Englisch fließend. 2011 zog sie aus Hannovers Südstadt nach Lemgo, um an der Technischen Hochschule Ostwestfalen-Lippe ein Betriebswirtschaftsstudium zu beginnen.
Im selben Jahr hatte sie ein Fotoshooting für den Playboy und schaffte es auf das Cover der deutschen Ausgabe. Ab 2012 bis 2015 nahm sie Schauspielunterricht bei Ivana Chubbuck und besuchte 2013 das Larry Moss Studio. Sie gewann bereits 2007 einen lokalen Modelwettbewerb. Als Model war sie unter anderen in einem Fernseh-Werbespot für den VW Touran zu sehen und wirkte in Werbespots für die Zeitungen Bild, Neue Presse, HAZ und Nordrheinwestfälische Newspaper mit. 2016 war sie Model für eine Schuhreihe der Gebrüder Götz.
Seit 2013 lebt Beletzki in den USA. 2014 gab sie in den The-Asylum-Filmproduktionen Alpha House und Bachelor Night: Auf nach Vegas! ihr Filmschauspieldebüt. In Alpha House stellte sie die Rolle der Studentin Misty und in Bachelor Night – Auf nach Vegas! die größere Rolle der Tatyana dar. 2016 stand sie für mehrere Kurzfilmproduktionen vor der Kamera. 2020 erschien der Film Baby Doll, in dem sie ebenfalls mitspielte.

## Filmografie (Auswahl)
- 2014: Alpha House
- 2014: Bachelor Night: Auf nach Vegas! (Bachelor Night)
- 2016: Vater, Tochter (Kurzfilm)
- 2016: Glücksschwein (Kurzfilm)
- 2016: Olgas Schule von das Emotionen (Kurzfilm)
- 2016: Traumcasting (Kurzfilm)
- 2020: Baby Doll